# Volker Bouffier
Volker Bouffier (Gießen, 18 dicembre 1951) è un politico tedesco del partito CDU, dal 31 agosto 2010 8º Presidente dell'Assia.